# X-серия Nokia
X-серия Nokia — серия мобильных телефонов от Nokia Corporation, предназначенных для молодёжной аудитории. Мобильные телефоны X-серии более всего сосредоточены на музыке и развлечениях. Эта серия телефонов стала преемником серии XpressMusic. Как и C-серия Nokia, она представляет собой смесь функциональных телефонов Series 30/Series 40 и смартфонов Series 60 на Symbian.
Первым телефоном серии был X3-00, вышедший в сентябре 2009 года. X2-02, вышедший в январе 2012 года, был последним телефоном этой серии.

## Nokia X1
- Nokia X1-00 — моноблок
- Nokia X1-01 — моноблок, Dual-SIM

## Nokia X2
- Nokia X2-00[1] -моноблок
- Nokia X2-01 — моноблок, QWERTY-клавиатура
- Nokia X2-02 — моноблок, Dual-SIM
- Nokia X2-05 — моноблок

## Nokia X3
- Nokia X3[2] — слайдер
- Nokia X3-02 Touch and Type — моноблок, сенсорный (+ клавиатура)

## Nokia X5
- Nokia X5-00[3] — моноблок
- Nokia X5-01 — квадратный слайдер, OC Symbian 9.3

## Nokia X6
- Nokia X6[4] — сенсорный, емкостный OC Symbian 9.4

## Nokia X7
- Nokia X7 — сенсорный, емкостный, OC Symbian Anna